# Gisela Schröter
Gisela Schröter (* 19. August 1928 in Sardehnen, Ostpreußen; † 5. November 2011 in Leipzig) war eine deutsche Opern- und Konzertsängerin (Dramatischer Sopran/Mezzosopran).

## Leben
Schröter absolvierte ein Gesangsstudium am Städtischen Konservatorium Berlin, u. a. bei Jean Nadolovitch sowie am Opernstudio der Staatsoper Dresden bei Rudolf Dittrich. 1957 debütierte sie am Dresdner Opernhaus als zweiter Edelknabe in der Oper Lohengrin. Dort sang sie alle großen Partien aus dem Mezzosopran- wie dramatischen Sopran. 1959 gastierte sie bei den Bayreuther Festspielen als eines der Blumenmädchen in Parsifal. Seit 1964 war sie ständiger Gast an der Staatsoper Berlin; hier sang sie u. a. die Carmen in der gleichnamigen Oper, den Octavian in Der Rosenkavalier, den Komponisten in Ariadne auf Naxos und viele andere mehr. 1972 wurde sie als reguläres Ensemblemitglied an die Berliner Staatsoper verpflichtet. Dort wirkte die Künstlerin 1973 in der Uraufführung von Ernst Hermann Meyers Oper Reiter in der Nacht mit. Ungezählte Gastspiele führten sie an die Opernhäuser von Barcelona, Lausanne, Bratislava, Wien, München und Hamburg, an die Nationalopern von Prag und Budapest sowie an mehrere Musikbühnen in der damaligen Sowjetunion. Mit dem Ensemble der Berliner Staatsoper gastierte die Kammersängerin auch in den USA, vor allem in Opern von Richard Wagner und Richard Strauss. Neben ihrer Bühnenpräsenz war sie national und international als Konzertsängerin tätig. 1973 erhielt sie den Nationalpreis der DDR III. Klasse für Kunst und Literatur.

## Repertoire (Auswahl)
- Amme in Die Frau ohne Schatten
- Herodias in Salome
- Sieglinde in Die Walküre
- als Kundry im Parsifal
- Komponist in Ariadne auf Naxos
- Marie in Wozzeck
- Blumenmädchen in Parsifal
- Buryja in Jenůfa
- Carmen in Carmen
- Octavian in Der Rosenkavalier
- Zweiter Edelknabe in Lohengrin